# Pilar de la Horadada
Pilar de la Horadada (valencianisch El Pilar de la Foradada) ist eine Stadt in der spanischen Provinz Alicante, in der Comunidad Valenciana. Sie liegt im äußersten Süden der alicantinischen Provinz in der Comarca Vega Baja del Segura. Man kann die spanische Comunidad mit einem deutschen Bundesland, die Provinz mit einem Regierungspräsidium und die Comarca mit einem Landkreis vergleichen. Pilar de la Horadada grenzt an die Region Murcia an. Es handelt sich um das südlichste Gemeindegebiet der Comunidad Valenciana. Pilar de la Hordada zählte 2024 insgesamt 23.844 Einwohner.

## Ortsname

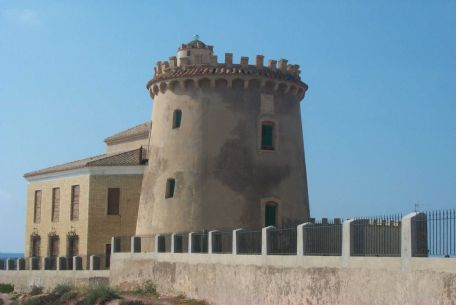
Wachtturm am Strand von Pilar de la Horadada

Der Ursprung des Namens „Pilar de la Horadada“ liegt in der besonderen Konstruktion zahlreicher Wachtürme während der Zeit der Reconquista. Wachtürme waren damals an der Küste weit verbreitet, um die das Meer zu überwachen und Piraten abzuwehren. Ein dieser Türme, der „Torre Horadada“, was zu deutsch „Durchlöcherter Turm“ heißt, wurde so wegen der Löcher genannt, die die verschiedenen Wohnungen im Turminnern verbanden. Dies war ein einfaches Kommunikationssystem zwischen den Wächtern im Turm.

## Geografie
Das Gemeindegebiet liegt im äußersten Süden der valencianischen Comarca Vega Baja del Segura. Es ist 230 km von Valencia entfernt, 45 km von Murcia, 41 km von Cartagena, 68 km von Alicante, 36 km von Orihuela, und 18 km von Torrevieja entfernt.

### Wenige Niederschläge

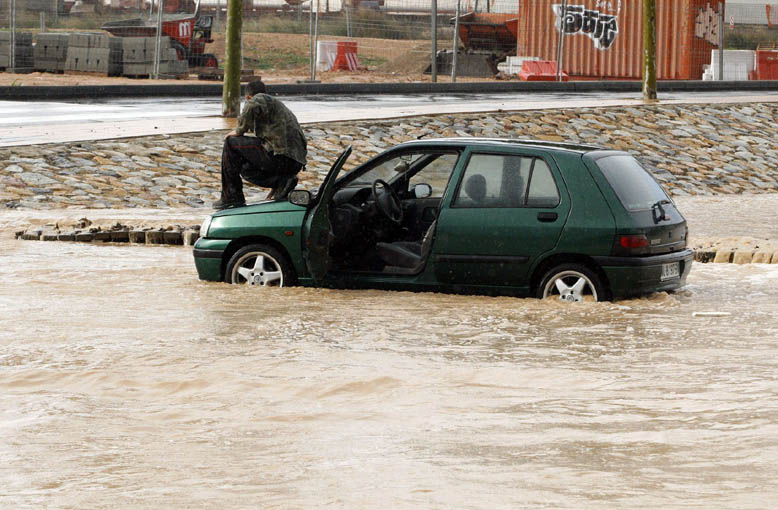
Hochwasser nach starken Regenfällen im Herbst 2006

Bezogen auf die Regenfälle ist Pilar de la Horadada das trockenste Gemeindegebiet in der Comunidad Valencia. Es gibt nur wenige Niederschläge. Die Niederschlagsmenge liegt im Jahr unter 300 mm. Allerdings kann es zu sintflutartigen Regenfällen kommen.

### Strände
Pilar de la Horadada besitzt an seinem über vier Kilometer langen Küstenstreifen qualitativ hochwertigen Strände, die mit Einrichtungen für die Besucher ausgestattet sind, wie beispielsweise dem Wassersportclub Club Náutico Torre de la Horadada. Es gibt folgende Strände:
- Vista Mar/Cañada Hermosa
- Mil Palmeras
- Río Seco/Mil Palmeras
- Calas de Rocamar
- Cala del Rincón
- Los Jesuitas/La Torre
- El Conde
- El Puerto
- Las Villas-Higuericas
- El Mojón

## Demographie
Die Stadt hat 22.050 Einwohner (gezählt am 1. Januar 2009). 44,8 % der Bevölkerung sind ausländische Staatsangehörige, die vor allem aus Ländern der Europäischen Union stammen.
|               | 1991  | 1996  | 1998   | 1999   | 2000   | 2001   | 2002   | 2003   | 2004   | 2005   | 2006   | 2007   |
| ------------- | ----- | ----- | ------ | ------ | ------ | ------ | ------ | ------ | ------ | ------ | ------ | ------ |
| Einwohnerzahl | 7.636 | 9.528 | 10.210 | 10.723 | 11.495 | 12.179 | 13.246 | 14.958 | 16.050 | 18.051 | 19.631 | 20.338 |

## Sprache
Es sprechen als Muttersprache
- Castellano, 76 %.
- Englisch, 8 %.
- Arabisch, 7 %.
- Russisch, 4 %.
- Rumänisch, 2 %.
- Deutsch, 2 %.
- andere Sprachen, < 1 %.

## Sehenswürdigkeiten

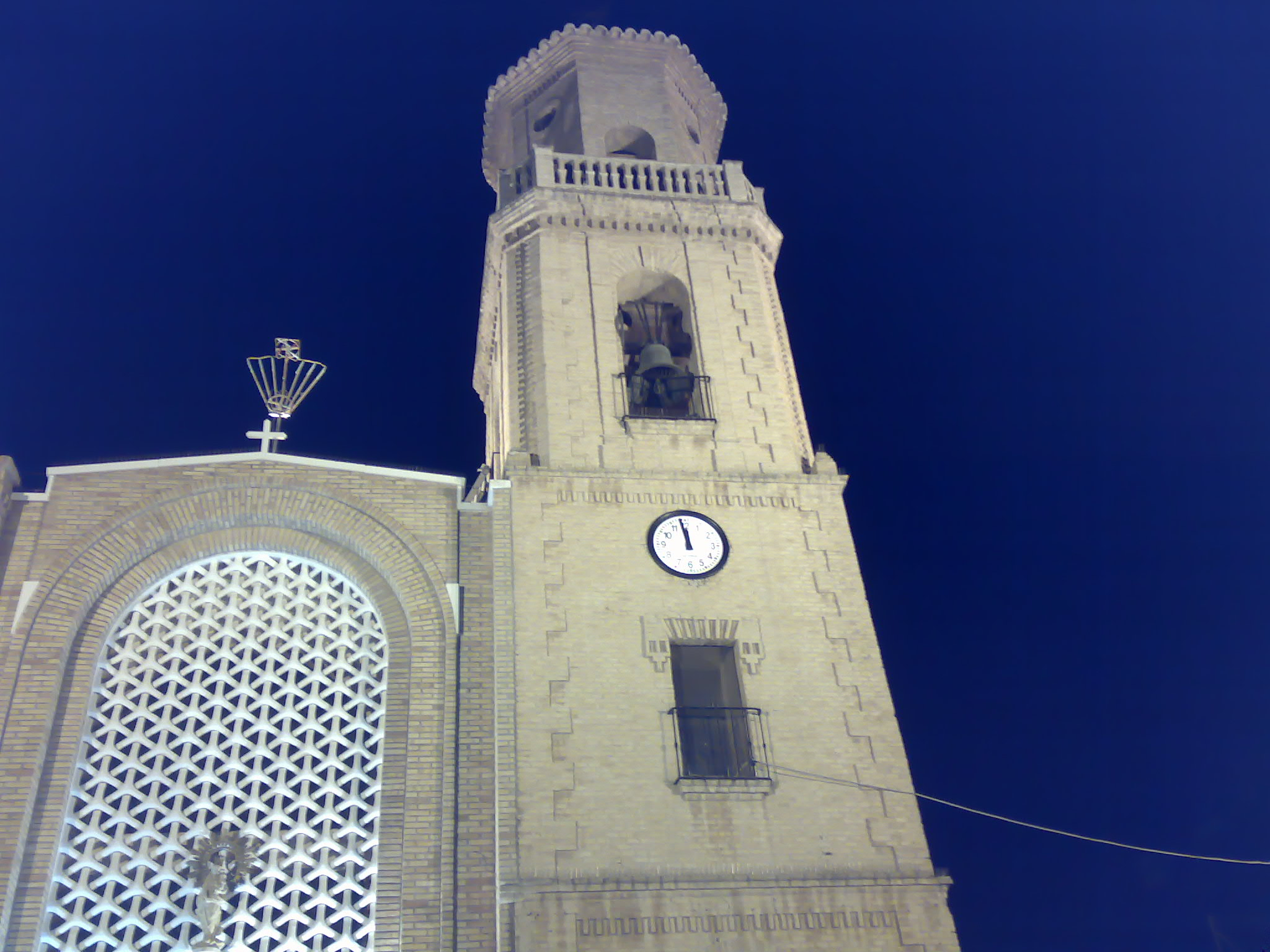
Die Kirche Pilar an Neujahr

- Die Pfarrkirche unserer lieben Frau von Pilar. Sie liegt im Stadtzentrum und wurde 1981 an Stelle der früheren, zerstörten Kirche gebaut. Sie ist der Jungfrau Pilar gewidmet und in ihr befinden sich mehrere wertvolle Skulpturen, insbesondere des heimischen Künstlers D. José María Sánchez Lozano.
- Wachturm aus dem 16. Jh. Er wurde 1591 errichtet, um die Einwohner der Gegend vor den Piraten zu schützen.